# Juan Norat

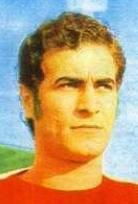
JUAN NORAT

Juan Norat Pérez (Sangenjo, Pontevedra, 1 de diciembre de 1944 - Portonovo, Pontevedra, 19 de diciembre de 2021) fue un futbolista español que se desempeñaba como centrocampista.

## Biografía
En 1964, a los diecinueve años llegó al Pontevedra C.F., tras ser fichado por un ojeador, que por casualidad lo vio jugar un partido de fútbol entre amigos en la playa en su localidad natal, Portonovo. Tras este encuentro tanto el Pontevedra C.F como el RC Celta de Vigo, intentaron ficharlo, optando finalmente por el Pontevedra C.F. donde  jugó catorce temporadas, siendo el jugador que más temporadas ha jugado en el club granate; en el que era apodado por compañeros y afición como "Maestro".
Las dos primeras las pasó prácticamente en blanco, a pesar de haber debutado el 18 de abril de 1965 con el Pontevedra C.F. ante el Burgos en un partido en el que el conjunto gallego, con Marcel Domingo como entrenador, consiguió regresar a la máxima categoría con su ascenso a  a Primera División por segunda vez en su historia. en la que permaneció  lo que resta de década; durante la cual Norat se convirtió en pieza clave de esta época dorada del club acuñada como «hai que roelo» ('hay que roerlo'), en referencia a la dificultad que entrañaba vencer a su equipo.
Posteriormente jugó con el Pontevedra donde disputó 36 encuentros en Primera División. Pero al descender a Segunda División se trasladó al Club Deportivo Ourense, que militaba en Tercera División. Al año siguiente, ya de regreso en Pontevedra, jugó gran cantidad de partidos. En la Liga 1971-72 y 1972-73 disputó 54 partidos con el club gallego.
A lo largo de su dilatada carrera deportiva disputó 168 partidos y consiguió media docena de goles. colgando las botas en 1979.

## Clubes
| Club            | País   | Año       |
| --------------- | ------ | --------- |
| Pontevedra C.F. | España | 1964-1970 |
| CD Ourense      | España | 1970-1971 |
| Pontevedra C.F. | España | 1971-1979 |